# Татара
Татара (яп. たたら, 鑪) — традиційна японська металургійна піч. Потрапила до Японії на зламі 6 — 7 століть з Маньчжурії. У 9 ст. вже була широко розповсюджена по всій Японії. З того часу до середини 19 століття, тобто ціле тисячоліття, піч татара була в Японії єдиним агрегатом для одержання заліза. Продуктом плавки в печі можуть бути зварне залізо, чавун і сталь. Починаючи з 2-ї половини 19 століття до початку 20 століття була майже повністю витіснена з виробництва іншими видами печей. Окремі працюючі печі татара траплялися ще у 1920-х роках. В наш час (2025) тільки завод Ніттохо в окрузі Окуідзумо повіту Ніта префектури Сімане працює для виробництва сталі тамахагане, що йде на виробництво японських мечей.

## Етимологія назви
Походження слова «татара» в японській мові не є остоточно з'ясованим. Воно довгий час писалося як «鑪», «ふ餴» або «たたら», що пов'язано з міхами, що використовуються для подачі дуття в піч. Використання цього слова можна побачити у «Кодзікі» і «Ніхон сьокі». Тепер використовується написання «たたら». Заклад, в якому використовується піч татара називався татара сейтецу (яп. たたら製鉄 — завод татара, залізоробня татара).
Одна з версій полагає, що слово «татара» походить від санскритського «татара», що означає «жар», в той час як за іншою версією припускається, що воно було занесено в Японію тюркськими народами. Є версія, що слово похоить від корейського слова «다타라».

## Робота

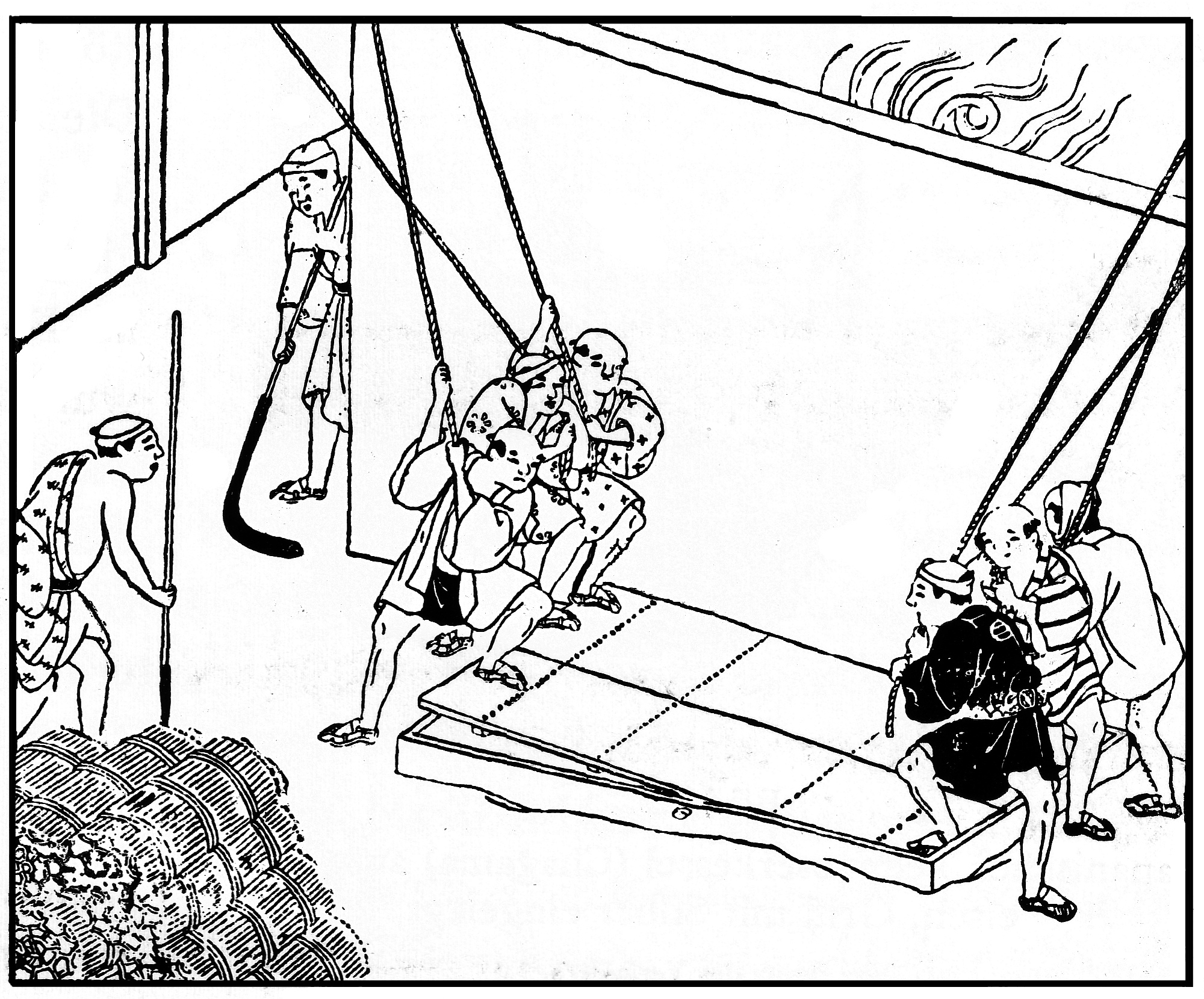
Робота кількох людей на міхах, що подають повітря у піч татара.